# Kim Bo-kyung
Dans ce nom coréen, le nom de famille, Kim, précède le nom personnel.
Pour les articles homonymes, voir Kim Bo-kyung (homonymie).
Kim Bo-kyung (coréen : 김보경), né le 6 octobre 1989 à Gurye, en Corée du Sud, est un footballeur international sud-coréen, qui évolue au poste de milieu au Suwon Samsung Bluewings.

## Biographie

### Club
Kim signe son premier contrat professionnel du côté J. League au Cerezo Osaka pour une durée de trois ans. Il est ensuite directement prêté chez l'Oita Trinita sans avoir joué pour Osaka, mais, revenu à Osaka, il devient un membre important de l'équipe, jouant 47 matchs en 2 saisons et inscrivant 18 buts.
Le 16 juillet 2012, le Cerezo Osaka s'entend avec le club gallois de Cardiff City, qui évolue en deuxième division anglaise, pour un transfert d'environ 2,5 M£. Kim joue son premier match officiel pour Cardiff le 18 septembre 2012 à l'occasion d'une victoire de son club sur le terrain de Millwall (0-2) en championnat. Il entre en jeu à la 80e minute en remplacement de Craig Noone. Peu à peu, il devient régulier dans l'équipe et reçoit même le titre honorifique de « joueur du match » lors de Cardiff-Hull (2-1) en novembre 2012. Après cette victoire, il avoue : « Je me sens chez moi maintenant ». Il va plus loin en déclarant quelques semaines plus tard sa volonté de devenir le « meilleur joueur asiatique en Europe ». À l'issue de la saison 2014-15, il est liberé par Cardiff et rejoint Matsumoto Yamaga.
En janvier 2016, il signe en faveur du club coréen de Jeonbuk Hyundai Motors FC.

### Sélection
Sa carrière internationale commence lorsqu'il débute avec l'équipe de Corée du Sud des moins de 20 ans, avec qui il participe à la Coupe du monde des moins de 20 ans 2009, compétition lors de laquelle il inscrit 2 buts en 4 matchs. Après le mondial des moins de 20 ans, il est sélectionné par le sélectionneur Hong Myung-bo en équipe des moins de 23 ans.
Le 9 janvier 2010, Kim fait ses grands débuts internationaux avec la sélection de l'équipe de Corée du Sud 'A' lors d'un match amical contre la Zambie.

## Statistiques détaillées
| Saison                | Club                   | Championnat           | Championnat | Championnat | Coupe(s) nationale(s) | Coupe(s) nationale(s) | Corée du Sud | Corée du Sud | Total | Total |    |     |    |
| Saison                | Club                   | Division              | M.          | B.          | M.                    | B.                    | M.           | B.           | M.    | B.    |    |     |    |
| 2010                  | Oita Trinita           | J2 League             | 27          | 8           | 1                     | 0                     | -            | -            | -     | 9     | 0  | 37  | 8  |
| Sous-total            | Sous-total             | Sous-total            | 27          | 8           | 1                     | 0                     | -            | -            | -     | 9     | 0  | 37  | 8  |
| 2011                  | Cerezo Ōsaka           | J1 League             | 26          | 8           | 3                     | 1                     | -            | -            | -     | 3     | 0  | 32  | 9  |
| 2012                  | Cerezo Ōsaka           | J1 League             | 15          | 7           | 3                     | 2                     | -            | -            | -     | 2     | 2  | 20  | 11 |
| Sous-total            | Sous-total             | Sous-total            | 41          | 15          | 6                     | 3                     | -            | -            | -     | 5     | 2  | 52  | 20 |
| 2012 - 2013           | Cardiff City           | Championship          | 19          | 2           | -                     | -                     | -            | -            | -     | 2     | 0  | 21  | 2  |
| 2013 - 2014           | Cardiff City           | Premier League        | 19          | 2           | -                     | -                     | -            | -            | -     | 2     | 0  | 21  | 2  |
| 2014 - 2015           | Cardiff City           | Championship          | 19          | 2           | -                     | -                     | -            | -            | -     | 2     | 0  | 21  | 2  |
| Sous-total            | Sous-total             | Sous-total            | 19          | 2           | 0                     | 0                     | -            | -            | -     | 2     | 0  | 21  | 2  |
| 2015                  | Wigan Athletic         | Championship          | 19          | 2           | -                     | -                     | -            | -            | -     | 2     | 0  | 21  | 2  |
| Sous-total            | Sous-total             | Sous-total            | 27          | 8           | 1                     | 0                     | -            | -            | -     | 9     | 0  | 37  | 8  |
| 2015                  | Matsumoto Yamaga       | J2 League             | 27          | 8           | 1                     | 0                     | -            | -            | -     | 9     | 0  | 37  | 8  |
| Sous-total            | Sous-total             | Sous-total            | 27          | 8           | 1                     | 0                     | -            | -            | -     | 9     | 0  | 37  | 8  |
| 2016                  | Jeonbuk Hyundai Motors | K League 1            | 29          | 4           | 1                     | 0                     | LdC+CdMC     | 13           | 3     | 43    | 7  | 86  | 14 |
| 2017                  | Jeonbuk Hyundai Motors | K League 1            | 15          | 3           | 1                     | 0                     | -            | -            | -     | 9     | 0  | 25  | 3  |
| Sous-total            | Sous-total             | Sous-total            | 44          | 7           | 2                     | 0                     | -            | 13           | 3     | 59    | 10 | 118 | 20 |
| 2017                  | Kashiwa Reysol         | J1 League             | 13          | 0           | 2                     | 0                     | -            | -            | -     | 15    | 0  | 30  | 0  |
| 2018                  | Kashiwa Reysol         | J1 League             | 23          | 2           | 2                     | 0                     | LdC          | 5            | 0     | 32    | 2  | 62  | 4  |
| Sous-total            | Sous-total             | Sous-total            | 36          | 2           | 4                     | 0                     | -            | 5            | 0     | 47    | 2  | 92  | 4  |
| 2019                  | Ulsan Hyundai          | K League 1            | 33          | 13          | 0                     | 0                     | LdC          | 8            | 0     | 9     | 0  | 50  | 13 |
| Sous-total            | Sous-total             | Sous-total            | 33          | 13          | 0                     | 0                     | -            | 8            | 0     | 41    | 13 | 82  | 26 |
| Total sur la carrière | Total sur la carrière  | Total sur la carrière | 87          | 25          | 7                     | 3                     | -            | -            | -     | 16    | 2  | 110 | 30 |

## Palmarès
- Ligue des champions de l'AFC 2016
- Championnat de Corée du Sud : 2017